# Salt amb esquís als Jocs Olímpics d'hivern de 1980
Als Jocs Olímpics d'Hivern de 1980 celebrats a la ciutat de Lake Placid (Estats Units) es disputaren dues proves de salt amb esquís en categoria masculina.
El salt normal es realitzà el dia 7 de febrer sobre un trampolí de 70 metres i el salt llarg es feu el dia 23 de febrer de 1980 sobre un trampolí de 90 metres al Lake Placid Olympic Ski Jumping Complex. Hi participaren un total de 55 saltadors de 16 comitès nacionals diferents.

## Resum de medalles
| Prova                 | Or             | Argent          | Bronze         |
| Salt amb esquís 70 m. | Jouko Törmänen | Hubert Neuper   | Jari Puikkonen |
| Salt amb esquís 90 m. | Toni Innauer   | Manfred Deckert | No es concedí  |
| Salt amb esquís 90 m. | Toni Innauer   | Hirokazu Yagi   | No es concedí  |

## Medaller
| Posició | País      | Or | Argent | Bronze | Total |
| 1       | Àustria   | 1  | 1      | 0      | 2     |
| 2       | Finlàndia | 1  | 0      | 1      | 2     |
| 3       | Japó      | 0  | 1      | 0      | 1     |
| 3       | RDA       | 0  | 1      | 0      | 1     |
|         |           |    |        |        |       |
| Total   | Total     | 2  | 3      | 1      | 6     |